# Rood veenmos
Rood veenmos (Sphagnum rubellum) is een soort bladmos uit het geslacht veenmos (Sphagnum).

## Determinatie
De soort is door haar rode kleur veelal een opvallende soort die echter gemakkelijk met Sphagnum capillifolium verwisseld kan worden.

## Ecologie
Het is een soort die in veel biotopen te vinden is in oligotrafente vegetatie.

## Verspreiding
In Nederland komt het zeldzaam voor. Het staat op de rode lijst in de categorie 'Bedreigd'. Het komt verspreid door vrijwel het gehele land voor, het meest in Noordoost-Nederland en in de grotere laagveengebieden.